# Johannes Hans Daniel Jensen
Johannes Hans Daniel Jensen (1907-1973) là nhà vật lý người Đức. Ông đoạt Giải Nobel Vật lý năm 1963 cùng với Maria Goeppert-Mayer nhờ việc đề ra cấu trúc hạt nhân dạng lớp (hay còn gọi là cấu trúc hạt nhân Shell). Ông chia sẻ giải thưởng này không chỉ với Goeppert-Mayer mà còn với Eugene Wigner.